# Poľská Tomanová
Polská Tomanová je holinatý vrchol v pohraničním hřebenu Západních Tater o nadmořské výšce 1977 m blízko Červených vrchů. Je turisticky nepřístupný.

## Lavinové žlaby
Na několik stran z něj spadá několik větších lavinových žlabů, např. Široký žlab, Suchý žlab, Javorový žlab nebo Suchý Tomanowský žlab v Polsku.